# جبريل باير
جبريل باير (بالعبرية: גבריאל בר‏) هو مستشرق ومؤرخ إسرائيلي، ولد في 13 يناير 1919 في برلين في ألمانيا، وتوفي في 22 سبتمبر 1982 في القدس في إسرائيل.